# Wahl zur Legislativversammlung in Dahomey 1959
Die Wahl zur Legislativversammlung in Dahomey 1959 fand am 2. Mai 1959 in der damaligen französischen Kolonie Dahomey, dem heutigen Staat Benin statt.
Obwohl die Dahomeische Demokratische Union die meisten Wählerstimmen erhielt, gewann sie aufgrund des komplexen Wahlrechts die wenigsten Sitze. Die Republikanische Partei Dahomeys, welche nach Wählerstimmen an zweite Stelle kam, gewann 37 der 70 Sitze in der Dahomeischen Nationalversammlung.

## Ergebnisse
| Partei                          | Stimmen | Anteil | Sitze |
| ------------------------------- | ------- | ------ | ----- |
| Dahomeische Demokratische Union | 162.574 | 43,9 % | 11    |
| Republikanische Partei Dahomeys | 144.038 | 38,9 % | 37    |
| Demokratische Sammlung Dahomeys | 63.383  | 17,2 % | 22    |
| Total                           | 366,995 | 100    | 70    |
| Quelle:                         |         |        |       |